# Eragrostis pubescens
Eragrostis pubescens är en gräsart som först beskrevs av Robert Brown, och fick sitt nu gällande namn av Ernst Gottlieb von Steudel. Eragrostis pubescens ingår i släktet kärleksgrässläktet, och familjen gräs. Inga underarter finns listade i Catalogue of Life.